# Posilující dávka
Posilující dávka (též posilovací injekce) je dávkou vakcíny po aplikaci dřívější (primární) dávky. Po počáteční imunizaci posilovací injekce opětovně vystavuje pacienta imunizačnímu antigenu. Je určena ke zvýšení imunity proti tomuto antigenu a k návratu na ochranné úrovně poté, co imunitní paměť proti tomuto antigenu časem poklesne. Například posilovací dávky proti tetanu jsou doporučovány podávat každých 10 let, protože paměťové buňky s reakcí proti tetanu ztratí svou funkci nebo u nich dojde k buněčné smrti.
Potřeba přeočkování po základní vakcinaci se hodnotí několika způsoby. Jedním ze způsobů je měření hladiny protilátek specifických proti onemocnění několik let po podání primární dávky. Anamnestická odpověď, rychlá tvorba protilátek po stimulu antigenem, je typickým způsobem měření potřeby posilovací dávky určité vakcíny. Pokud je změřena vysoká anamnestická odpověď je s největší pravděpodobností malá nebo žádná potřeba posilující dávky. Dalším způsobem je měření aktivity B a T buněk proti určitému antigenu po jisté době od podání vakcíny nebo určení prevalence onemocnění u očkované populace.
Pokud pacient dostane posilující dávku, ale již má vysokou hladinu protilátek, může se vyvinout reakce zvaná Arthusova reakce – lokalizovaná forma přecitlivělosti typu III vyvolaná vysokými hladinami protilátek IgG způsobujících zánět. Zánět často sám vymizí v průběhu několika dnů, ale lze se mu zcela vyhnout prodloužením doby mezi podáním primární a posilující dávky.
Dosud není zcela jasné, proč jsou některé vakcíny, jako je hepatitida A a B, celoživotně účinné a některé, jako je tetanus, potřebují přeočkování. Převládá teorie, že pokud imunitní systém zareaguje na primární vakcínu rychle, tělo si nestihne dostatečně vyvinout imunologickou paměť proti onemocnění a paměťové buňky tak nepřetrvají ve vysokém počtu po celý život člověka. Po primární reakci imunitního systému na vakcinaci přetrvávají paměťové T pomocné buňky a B buňky na poměrně konstantní úrovni v zárodečných centrech, přičemž dochází k dělení buněk pomalým až žádným tempem. Protože tyto buňky mají dlouhou životnost, tak typicky neprocházejí mitózou a v důsledku toho je rychlost ztráty těchto buněk vyšší než rychlost dělení. V těchto případech je pak nutná posilující dávka, aby znovu došlo ke zvýšení počtu paměťových B a T buněk.

## Posilující dávky proti obrně
V případě vakcíny proti obrně paměťové B a T tymfocyty produkované v reakci na vakcínu přetrvávají pouze šest měsíců po požití orální vakcíny proti obrně (OPV). Posilující dávky OPV byly shledány neúčinnými, protože mimo jiné vedly ke snížení imunitní reakce každých šest měsíců po konzumaci. Nicméně, když byla jako posilující dávka použita inaktivní vakcína proti dětské obrně (IPV), bylo zjištěno, že počet protilátek testovaných subjektů se zvýšil o 39-75%. V rozvojových zemích se OPV často používá před IPV, protože IPV je drahé a obtížně se přepravuje. IPV se také v tropických zemích se kvůli klimatu obtížně skladuje. Nicméně v místech, kde je obrna stále přítomná, může primární dávka OPV s následnou IPV posilující dávkou pomoci toto onemocnění zcela vymýtit.
Ve Spojených státech se používá pouze IPV. Ve vzácných případech (asi 1 z 2,7 milionu) OPV způsobí zesílenou formu nemoci a paralýzu příjemců vakcíny. Z tohoto důvodu se v USA podávají pouze IPV, které se podávají ve čtyřech dávkách (3 během prvního roku a půl po narození a poté jedna posilující dávka ve věku 4–6 let).

## Posilující dávky proti hepatitidě B
O potřebě posilující dávky u hepatitidy B se dlouze diskutovalo. Studie z počátku 21. století, které měřily počet paměťových buněk u očkovaných jedinců, ukázaly, že plně očkovaní dospělí (ti, kteří obdrželi všechny tři dávky v předepsaném časovém období během dětství) nepotřebují v pozdějším životě posilující dávku. Jak CDC, tak Kanadský národní poradní výbor podpořily tato doporučení tím, že se veřejně vyjadřovaly proti nutnosti přeočkování proti hepatitidě B. Jedincům s potlačenou imunitou se však doporučuje, aby podstoupili další vyšetření, kvůli zhodnocení jejich imunitní odpovědi na hepatitidu B, a případně dostali posilující dávku, pokud počet jejich B a T buněk proti hepatitidě B klesne pod určitou úroveň.

## Posilující dávka proti tetanu
Onemocnění tetanem vyžaduje posilující dávku každých 10 let nebo za určitých okolností bezprostředně po infekci tetanem. Td je název posilující dávky pro dospělé a od primární dávky se liší tím, že nezahrnuje imunizaci proti pertusi (černému kašli). Zatímco USA doporučují přeočkování proti tetanu každých 10 let, jiné země, jako je Spojené království, doporučují pouze dvě přeočkování během prvních 20 let života. Novorozenecký tetanus je během těhotenství pro některé ženy problémem a matkám se doporučuje během těhotenství přeočkování proti tetanu, aby bylo jejich dítě před touto nemocí chráněno.

## Posilující dávka proti černému kašli
Černý kašel, také nazývaný pertussis, je nakažlivé onemocnění, které postihuje dýchací cesty. Infekci způsobuje bakterie, která se přilepí na řasinky horních cest dýchacích. Toto onemocnění může být velmi nakažlivé. Černý kašel může být zvláště nebezpečný pro děti, jejichž imunitní systém ještě není plně vyvinutý. protože se může rozvinout v zápal plic nebo dítěti způsobit problémy s dýcháním. DTaP je primární vakcína podávaná proti černému kašli a děti obvykle dostávají pět dávek před dosažením sedmého roku věku. Tdap je posilovač pro očkování proti černému kašli a v USA se doporučuje podávat ho každých deset let a matkám během každého těhotenství. Tdap lze také použít jako posilovač proti tetanu.
První verze vyvinutá v 50. letech 20. století byla vakcína celobuněčná (obsahovala celou inaktivovanou bakterii) a mohla způsobit horečku a místní nežádoucí reakce u lidí, kteří tuto vakcínu dostali. V 90. letech 20. století se v USA začaly používat acelulární vakcíny (obsahující pouze části bakterie), které měly nižší vedlejší účinky, ale byly také méně účinné při spouštění reakce imunologické paměti, protože antigen prezentovaný imunitnímu systému byl nekompletní. Tato sice méně účinná, ale o to bezpečnější vakcína vedla k vývoji boosteru Tdap.

## Posilující dávka proti covidu-19
Izrael poprvé zavedl posilující dávky vakcíny Pfizer-BioNtech pro rizikové skupiny populace v červenci 2021. V srpnu byly posilující dávky rozšířeny i pro zbytek izraelské populace. Účinnost proti závažným onemocněním v Izraeli byla nižší u lidí očkovaných v lednu nebo dubnu, než u lidí očkovaných v únoru nebo březnu. Během prvních 3 týdnů srpna 2021, těsně poté, co byly schváleny posilující dávky a začaly být široce aplikovány, byla evidentní účinnost třetí dávky (v porovnání se dvěma dávkámi).
Ve Spojených státech zavedla agentura Centrum pro kontrolu a prevenci nemocí během léta 2021 posilující dávky imunokompromitovaným jedincům a původně plánovala umožnit dospělým dostat třetí dávku vakcíny proti covidu-19 počínaje zářím 2021, přičemž lidé byli označeni jako způsobilí pro třetí dávku po 8 měsících od jejich druhé dávky (ti, kteří dostali dvoudávkovou vakcínu). Když vyšly najevo další údaje o dlouhodobé účinnosti vakcíny a delta variantě, diskuse se stočily k možnosti přeočkování po 6 měsících od předchozí dávky. A následně po diskusích mezi prezidentem Joe Bidenem a izraelským premiérem Naftali Bennettem týkajících se izraelského programu ohledně posilujících dávek, byla dne 27. srpna 2021 doba mezi dávkami zkrácena na 5 měsíců.
V září 2021 doporučil Společný výbor Spojeného království pro vakcinaci a imunizaci přeočkování pro osoby starší 50 let a rizikové skupiny, nejlépe vakcínou Pfizer–BioNTech, což znamená, že třetí dávku by mělo dostat asi 30 milionů dospělých.
Ruská vakcína Sputnik V proti nemoci covid-19, využívající podobnou technologii jako vakcína společnosti Astra-Zeneca, má nyní posilující vakcínu s názvem Sputnik Light, která po podání prokazuje 70% účinnost proti variantě delta. Může být kombinována se všemi ostatními vakcínami. Je však účinnější v kombinaci s mRNA vakcínami než v kombinaci s mRNA boostery.
K říjnu 2021 ochrana před závažným onemocněním 6 měsíců po očkování zůstává vysoká i přes nižší účinnost ochrany před samotnou infekcí covidem-19.